# فريدريك آي
فريدريك آي (بالألمانية: Friedrich I. von Schwarzenburg)‏ (و. 1075 – 1131 م) هو كاهن كاثوليكي ألماني، توفي عن عمر يناهز 56 عاماً.

## مناصب
تولى منصب أسقف كاثوليكي
- مطران كاثوليكي  [لغات أخرى]‏[2]